# Tour de France 2010/9. Etappe
Die 9. Etappe der Tour de France 2010 am 13. Juli führte nach dem 1. Ruhetag über 204,5 km von Morzine-Avoriaz nach Saint-Jean-de-Maurienne. Auf dieser Bergetappe gab es zwei Sprintwertungen sowie mit dem Col de la Madeleine die erste Bergwertung der Hors Catégorie dieser Tour, zwei Bergwertungen der 1., eine Bergwertung der 2. und eine der 4. Kategorie. Nach den Aufgaben von Simon Gerrans, Wladimir Karpez, Roger Kluge und Fabio Felline gingen noch 182 der 198 gemeldeten Teilnehmer an den Start.

## Rennverlauf
Der reale Start zu dieser langen Alpenetappe wurde um 11:36 Uhr gegeben. Sylvain Chavanel wagte auf dem ersten Kilometer den ersten Angriff, auf den weitere folgten, bei denen auch Jens Voigt und Damiano Cunego dabei waren. Schließlich bildete sich eine elfköpfige Gruppe, in der neben Voigt unter anderem Christophe Moreau, Jérôme Pineau und Thor Hushovd vertreten waren. Dahinter bildete sich eine dreiköpfige Verfolgergruppe. Pineau sicherte sich die erste kleinere Bergwertung und Hushovd den ersten Sprint. Markus Eibegger gab unterdessen das Rennen auf.
Im Anstieg zum Col de la Colombière musste David Millar bereits abreißen lassen. Als wenig später noch mehr Fahrer abreißen lassen mussten, bildete sich bereits das Gruppetto. Der Vorsprung der Spitzengruppe vor dem Feld lag nun bei über drei Minuten. Im Feld griff Alexander Winokurow an, um den sich eine zweite Verfolgergruppe bildete, in der sich wiederum Chavanel und Damiano Cunego befanden. Das BMC Racing Team konnte die Lücke aber wieder schließen. In der Spitzengruppe stürzte Hushovd und verlor dadurch den Anschluss an die Gruppe und ließ sich ins Feld zurückfallen. Auch Johannes Fröhlinger musste zwischenzeitlich abreißen lassen, wodurch sich in der Spitzengruppe nur noch neun Fahrer befanden. Cungego griff begleitet von Kevin Seeldraeyers und Sérgio Paulinho erneut an und machte sich auf den Weg, die erste Verfolgergruppe zu erreichen, die nur noch aus Jaroslaw Popowytsch und Robert Hunter bestand. Rein Taaramäe schloss zu dieser auf. Moreau attackierte an der Bergwertung und gewann diese vor Pineau. Cunego und Taaramäe machten sich auf die Verfolgung der Spitzengruppe auf und erreichten sie schließlich, auch Fröhlinger fand wieder Anschluss, wodurch die Spitzengruppe auf zwölf Fahrer wuchs.
Auf dem dritten Berg des Tages gewann wieder Pineau und der Vorsprung der Gruppe wuchs auf über fünf Minuten. Auch die vierte Bergwertung gewann Pineau und auf der flachen Strecke nach dem Berg stieg der Vorsprung der Gruppe nach einem zwischenzeitlichen Rückgang auf über sechs Minuten vor dem nun ruhiger fahrenden Hauptfeld an. José Iván Gutiérrez überquerte als Erster die letzte Sprintwertung des Tages, bei der aber nicht gesprintet wurde.
Im Anstieg zum Col de la Madeleine verloren einige Fahrer der Spitzengruppe den Anschluss. Auch in der Favoritengruppe wurde durch Tempoarbeit vom Team Saxo Bank nun wieder schärfer gefahren, sodass viele Fahrer den Anschluss verloren. Alexander Winokurow griff erneut an und konnte sich absetzen. In der Spitzengruppe wurde nun auch Voigt abgehängt, damit waren nur noch fünf Fahrer darin vertreten. In der Favoritengruppe konnte auch der bisherige Träger des Gelben Trikots Cadel Evans wegen eines gebrochenen Ellenbogens nicht mehr folgen und fiel zurück. In der Spitzengruppe musste Moreau abreißen lassen. Andy Schleck attackierte mehrmals und nur Alberto Contador konnte ihm folgen. Das Duo wechselte sich daraufhin in der Führungsarbeit ab und baute seinen Vorsprung auf die übrigen Favoriten aus. Der aus der Spitzengruppe zurückgefallene Voigt wurde kurzzeitig später von beiden Fahrern eingeholt und machte dann bis kurz vor dem Gipfel Tempo für Schleck. In der Spitzengruppe attackierte Anthony Charteau an der Bergwertung und gewann sie. Dadurch übernahm er das Gepunktete Trikot von Pineau, da beide Fahrer nun die gleiche Punktzahl hatten, Charteau aber in der Gesamtwertung weiter vorne platziert war. Schleck als Sechster und Contador als Siebter fuhren mit nur noch knapp über zwei Minuten Rückstand auf die Spitzengruppe über den Gipfel. Samuel Sánchez folgte eine halbe Minute später.
In der Abfahrt fuhren Schleck und Contador auf Moreau auf, der noch vor ihnen lag. Damien Monier stürzte auf der Abfahrt, konnte aber weiterfahren. Das Trio um Schleck verkürzte während der Abfahrt den Abstand auf die Führungsgruppe immer mehr und holte sie kurz vor dem Ziel ein. Den Sprint gewann schließlich Sandy Casar. Evans, der auf dem Col de la Madeleine noch fast zehn Minuten Rückstand auf die Führungsgruppe hatte, konnte seinen Rückstand noch auf rund acht Minuten verringern. Durch diesen großen Rückstand verlor er aber das Gelbe Trikot und fiel auf den 18. Platz in der Gesamtwertung zurück. David Millar, der fast die gesamte Strecke als Solist zurücklegen musste, konnte sich mit knapp 43 Minuten Rückstand noch knapp innerhalb der Karenzzeit ins Ziel retten.

## Sprintwertung
- 1. Zwischensprint in Cluses (Kilometer 25,5) (500 m)

| Erster  | Thor Hushovd        | 6 Pkt. |
| Zweiter | Johannes Fröhlinger | 4 Pkt. |
| Dritter | Jens Voigt          | 2 Pkt. |
- 2. Zwischensprint in La Bathie (Kilometer 135,5) (375 m)

| Erster  | José Iván Gutiérrez | 6 Pkt. |
| Zweiter | Sandy Casar         | 4 Pkt. |
| Dritter | Christophe Moreau   | 2 Pkt. |
- Ziel in Saint-Jean-de-Maurienne (Kilometer 204,5) (552 m)

| Erster   | Sandy Casar           | 20 Pkt. |
| Zweiter  | Luis León Sánchez Gil | 17 Pkt. |
| Dritter  | Damiano Cunego        | 15 Pkt. |
| Vierter  | Christophe Moreau     | 13 Pkt. |
| Fünfter  | Anthony Charteau      | 12 Pkt. |
| Sechster | Alberto Contador      | 10 Pkt. |
| Siebter  | Andy Schleck          | 9 Pkt.  |
| Achter   | Samuel Sánchez        | 8 Pkt.  |
| Neunter  | Joaquim Rodríguez     | 7 Pkt.  |
| Zehnter  | Levi Leipheimer       | 6 Pkt.  |
| 11.      | Robert Gesink         | 5 Pkt.  |
| 12.      | Jens Voigt            | 4 Pkt.  |
| 13.      | Denis Menschow        | 3 Pkt.  |
| 14.      | Kevin De Weert        | 2 Pkt.  |
| 15.      | Ivan Basso            | 1 Pkt.  |

## Bergwertungen
- Côte de Châtillon, Kategorie 4 (Kilometer 18,5) (735 m; 2,1 km bei 3,9 %)

| Erster  | Jérôme Pineau    | 3 Pkt. |
| Zweiter | Jens Voigt       | 2 Pkt. |
| Dritter | Anthony Charteau | 1 Pkt. |
- Col de la Colombière, Kategorie 1 (Kilometer 46) (1618 m; 16,5 km bei 6,7 %)

| Erster   | Christophe Moreau     | 15 Pkt. |
| Zweiter  | Jérôme Pineau         | 13 Pkt. |
| Dritter  | Anthony Charteau      | 11 Pkt. |
| Vierter  | Sandy Casar           | 9 Pkt.  |
| Fünfter  | Luis León Sánchez Gil | 8 Pkt.  |
| Sechster | Cyril Gautier         | 7 Pkt.  |
| Siebter  | Jens Voigt            | 6 Pkt.  |
| Achter   | José Iván Gutiérrez   | 5 Pkt.  |
- Col des Aravis, Kategorie 2 (Kilometer 71; 1487 m; 7,6 km à 5,9 %)

| Erster   | Jérôme Pineau     | 10 Pkt. |
| Zweiter  | Christophe Moreau | 9 Pkt.  |
| Dritter  | Anthony Charteau  | 8 Pkt.  |
| Vierter  | Damiano Cunego    | 7 Pkt.  |
| Fünfter  | Sandy Casar       | 6 Pkt.  |
| Sechster | Cyril Gautier     | 5 Pkt.  |
- Col des Saisies, Kategorie 1 (Kilometer 97) (1660 m; 14,4 km bei 5,1 %)

| Erster   | Jérôme Pineau         | 15 Pkt. |
| Zweiter  | Christophe Moreau     | 13 Pkt. |
| Dritter  | Anthony Charteau      | 11 Pkt. |
| Vierter  | Jens Voigt            | 9 Pkt.  |
| Fünfter  | Damiano Cunego        | 8 Pkt.  |
| Sechster | Luis León Sánchez Gil | 7 Pkt.  |
| Siebter  | Johannes Fröhlinger   | 6 Pkt.  |
| Achter   | Cyril Gautier         | 5 Pkt.  |
- Col de la Madeleine, Hors Catégorie (Kilometer 172,5; 2000 m; 25,5 km à 6,2 %)

| Erster   | Anthony Charteau      | 40 Pkt. |
| Zweiter  | Damiano Cunego        | 36 Pkt. |
| Dritter  | Luis León Sánchez Gil | 32 Pkt. |
| Vierter  | Sandy Casar           | 28 Pkt. |
| Fünfter  | Christophe Moreau     | 24 Pkt. |
| Sechster | Andy Schleck          | 20 Pkt. |
| Siebter  | Alberto Contador      | 16 Pkt. |
| Achter   | Samuel Sánchez        | 14 Pkt. |
| Neunter  | Jens Voigt            | 12 Pkt. |
| Zehnter  | Robert Gesink         | 10 Pkt. |

## Aufgaben
- 035  – Simon Gerrans (Sky): Nicht zur Etappe angetreten
- 071  – Wladimir Karpez (Katjuscha): Nicht zur Etappe angetreten
- 144  – Roger Kluge (Team Milram): Nicht zur Etappe angetreten
- 215  – Markus Eibegger (Footon-Servetto): Aufgabe während der Etappe
- 216  – Fabio Felline (Footon-Servetto): Nicht zur Etappe angetreten